# Karolina Kucharczyk
Karolina Kucharczyk, née le 24 avril 1991 à Rawicz (Pologne), est une athlète handisport polonaise concourant en saut en longueur catégorie T20 pour les athlètes ayant un handicap mental.
Elle est double championne d'Europe (2018, 2021), triple championne du monde (2013, 2015, 2019) et double championne paralympique (2012, 2021) du saut en longueur T20.

## Palmarès
| Date | Compétition           | Lieu           | Place | Marque |
| ---- | --------------------- | -------------- | ----- | ------ |
| 2011 | Championnats du monde | Christchurch   | 2e    | 5,00 m |
| 2012 | Jeux paralympiques    | Londres        | 1re   | 6,00 m |
| 2013 | Championnats du monde | Lyon           | 1re   | 6,09 m |
| 2015 | Championnats du monde | Doha           | 1re   | 5,67 m |
| 2016 | Jeux paralympiques    | Rio de Janeiro | 2e    | 5,55 m |
| 2018 | Championnats d'Europe | Berlin         | 1re   | 6,14 m |
| 2019 | Championnats du monde | Dubaï          | 1re   | 6,21 m |
| 2021 | Championnats d'Europe | Bydgoszcz      | 1re   | 6,21 m |
| 2021 | Jeux paralympiques    | Tokyo          | 1re   | 6,03 m |